# サンダーバード 劇場版
『サンダーバード』（英: Thunderbirds Are Go）は、1966年にイギリスで製作された人形劇特撮映画作品。TVシリーズ『サンダーバード』の劇場映画化作品第1作。
DVDのパッケージでは、英語のロゴタイトルとともに日本語で『サンダーバード 劇場版』と記載されている。

## 概要

### 製作の経緯
テレビシリーズ『サンダーバード』のイギリス国内での大ヒットを受け、製作者のジェリー・アンダーソンは劇場用映画を企画し、配給会社ITCの総帥ルー・グレイドの了承を得て、1966年3月から製作を開始した。
ジェリーは当初、監督に『ウエスタン・マリオネット 魔法のけん銃』以来、演出部門の中心人物であったアラン・パティロを考えていたが、人形劇の演出に飽きていたパティロが断ったため、テレビ版で多くの監督を務めたデヴィッド・レインを起用することになった。テレビではノーマルだった画面アスペクト比が、映画ではワイドスクリーンとなるため、レインはさまざまな工夫を凝らしながら撮影を続けていった。
特撮は、テレビ版でも活躍したデレク・メディングスが担当した。
これまでアンダーソンの人形劇では、主要キャラクターの人形が実在の人物に似せて作られることがあったが、この映画では実在の人物そのものの人形が作られた。アンダーソンがルー･グレイドの別荘があるポルトガルに滞在していたとき、近くにミュージシャンのクリフ・リチャードが住んでいた。
これが縁で映画の中にクリフ・リチャード・Jr.（未来の設定のためJr.が付いている）とバックバンドのシャドウズの人形が登場し、クリフが唄う『シューティング・スター』とインストゥルメンタルの『レディ・ペネロープ』の2曲が使われることになったのである。

### 興行成績
ルー・グレイドは、テレビ版のアメリカ3大ネットワークへの売り込みは失敗していたが、映画をユナイテッド・アーティスツと配給契約を結ぶことには成功した。1966年12月12日、ピカデリーサーカスにあるロンドン・パビリオン劇場でプレミア公開が行われた。ジェリーの妻であるシルヴィアは、女性映画プロデューサーが当時は珍しかったこともあり、報道陣の注目を集め上機嫌になった。上映に先立って、イギリス海軍軍楽隊が「サンダーバードのテーマ」をステージ上で演奏し、作曲者のバリー・グレイもそれを最前列で誇らしげに聞いた。グレイドはジェリーに感謝を表すため、会場で自分のポルトガルの別荘を譲渡することを明らかにし、ユナイテッド・アーティスツの常務デイヴィッド・ピッカーは、ジェリーに次回作はどんなテーマで撮ってもいいと言い出すほどだった。
ところが、映画公開の翌週から、ジェリーとシルヴィア夫妻が、映画のプロモーションのため、イギリス各地を回り始めると、どの劇場も客入りが芳しくないことが明らかとなっていき、それまでもあまり良くなかった二人の仲が、ますます悪化するようにもなった。このときはシルヴィアが妊娠したことが分かり、二人の破局はまぬがれたものの、映画の方は、関係者全員の予想を裏切り、興行収入が低いままに終わってしまったのである。

## ストーリー

### 梗概
人類初の有人火星探査ロケット「ZERO‐X号」が組み立てられ、離陸した後、ザ・フッドの妨害工作により制御不能となり搭乗員は脱出し、機体は海上に墜落してしまった。2年後、2回目の離陸を国際救助隊の護衛と共に順調に進み、ほとんど問題はなく成功した。6週間後「ZERO-X号」は火星に着陸し、探査の途中で謎の岩を発見し、銃で撃ち、科学者の一人が岩のサンプルを採りに外へ出ようとしたその時、岩が動き出し、攻撃をしてきた。実はそれらは岩ではなく、火星の生物だったのだ。なんとか離陸して地球へ帰還したが無線操縦翼2号機との接続に失敗し、接続器も破損して、おまけに脱出装置も故障して約30分で墜落せざるをえなくなった。その通信を傍受した国際救助隊は救助に向かう。

### 削除された場面
この映画は90分程度に収めるために、いくつかの場面がカットされ15分以上短縮されている。その場面とは
- 国際救助隊にゼロX号の護衛要請が出るも、ジェフがテレビを通じてそれを断る[注 3]。
- フッドがキラノを通じて、国際救助隊のゼロX号護衛に関する情報を聞き出そうとする。
- ペネロープとパーカーがファイヤーフラッシュ号に乗って、イギリスからアメリカへ向かう。
- 自動操縦翼の離陸場面。

などと言われている。カットされた場面のフィルムの捜索は行われているが、MGMにはなかった。

## 登場人物
ジェフ・トレーシー
声 - ピーター・ダイネリー
トレーシー兄弟の父。国際救助隊を司令。
スコット・トレーシー
声 - シェーン・リマー
トレーシー兄弟の長男。サンダーバード1号担当。主に移動司令室でゼロX号の操縦士やバージルやアランに命令を出していた。ゼロX号離陸の際は、ペネロープと協力しフッドによって監禁されていたグラント博士を救出した。ゼロX号が墜落する際は、修理された脱出装置を起動させた。
バージル・トレーシー
声 - ジェレミー・ウィルキン
トレーシー兄弟の三男。サンダーバード2号担当。ゼロX号離陸の際は、ゼロX号が大気圏を抜けるまで護衛を行なった。ゼロX号が墜落する際は、アランやゴードンと共にサンダーバード2号でゼロX号の元に向かい、アランをゼロX号のハッチまで移動させた。
アラン・トレーシー
声- マット・ジマーマン
トレーシー兄弟の五男。サンダーバード3号担当。ゼロX号離陸の際には、大気圏外でゼロX号を監視していた。ゼロX号が墜落する際は、バージルやゴードンと共にサンダーバード2号でゼロX号の元へ向かい、故障した脱出装置を修理した。
ゴードン・トレーシー
声 - デイヴィッド・グレアム
トレーシー兄弟の四男。サンダーバード4号担当。ゼロX号離陸の際は、自分だけ出動できないことに落ち込んでいた。ゼロX号が墜落する際は、バージルやアランと共にサンダーバード2号でゼロX号の元へ向かい、アランをゼロX号に移動させる為のロープを発射させた。
ジョン・トレーシー
声 - レイ・バレット
トレーシー兄弟の次男。サンダーバード5号担当。ジェフにゼロX号が火星に到着したことを知らせた。
ブレインズ
声 - デイヴィッド・グレアム
科学者。国際救助隊メカ開発担当。ゼロX号が墜落する際は、スコットと共にサンダーバード1号でグレン空港に向かい、脱出装置の修理をするアランを無線でサポートした。
ペネロープ・クレイトン＝ワード
声 - シルヴィア・アンダーソン
英国貴族。国際救助隊ロンドン支部エージェント。スコットと協力し、監禁されていたグラント博士を救出した。
アロイシャス・パーカー
声 - デイヴィッド・グレアム
ペネロープの執事。FAB1（ペネロープの使用する特殊装備を施したロールス・ロイス）の運転も担当。
ザ・フッド
声 - レイ・バレット
国際救助隊の仇敵。ゼロX号の秘密を盗もうと機内に忍び込むも昇降舵に足を挟まれ逃走。その結果ゼロX号は昇降舵が故障し墜落する。その後2回目の離陸前にグラント博士をミサイル貯蔵庫に監禁し、ゼロX号着陸船内に偽の博士として入り込むも、ペネロープとスコットに化けの皮を剥がされ、逃走する。その後攻撃ヘリに搭乗しFAB1を攻撃するも最終的に撃墜される。
ティンティン
声 - クリスティン・フィン
日本語版ではミンミン。ザ・フッドの弟キラノの娘。国際救助隊の仕事を手伝う。
ポール・トレバース機長
声 - ポール・マックスウェル
宇宙飛行士。ゼロX号機長。ゼロX号が墜落することが発覚した際、他の操縦士を脱出カプセルに移動するよう命令し、墜落巣前までゼロX号を単独で操縦した。
グレッグ・マーティン宇宙大尉
声 - アレクサンダー・ダヴィオン
ゼロX号の操縦士の一人。
ブラッド・ニューマン宇宙航空士
声 - ボブ・モンクハウス
ゼロX号の操縦士の一人。自動操縦翼の分離・連結作業や、火星軌道上でゼロX号本体の操縦を担当した。
トニー・グラント博士
声 - チャールズ・ティングウェル
ゼロX号に乗り込む科学者の一人。フッドに誘拐・監禁されるも、ペネロープとスコットの活躍により救出された。
レイ・ピアース博士
声 - ニール・マッカラム
ゼロX号に乗り込む科学者の一人。火星で岩石採取のために屋外へ出ようとする。
ケイシー司令官
声 - レイ・バレット
ゼロX号の発射前の組立作業からその飛行まで全てをグレン空港でサポートする管制官。
ハリス宇宙大佐
声 - ジェレミー・ウィルキン
ゼロX号の二度目の打ち上げ可否を決める会議で議長を務める。

### 日本語吹替
| 役名                           | 劇場公開版                                             | 民放テレビ版 | VHS版                                                                  | NHK版                        |
| ------------------------------ | ------------------------------------------------------ | ------------ | ---------------------------------------------------------------------- | ---------------------------- |
| ジェフ・トレーシー             | 小沢重雄                                               | 中村正       | 阪脩                                                                   | 小沢重雄                     |
| スコット・トレーシー           | 中田浩二                                               | 石丸博也     | 大塚芳忠                                                               | 中田浩二                     |
| バージル・トレーシー           | 宗近晴見                                               | 村山明       | 大滝進矢                                                               | 宗近晴見                     |
| アラン・トレーシー             | 剣持伴紀                                               | 須田博光     | 難波圭一                                                               | 菅沼久義                     |
| ゴードン・トレーシー           | 和田一壮                                               | 鈴木清信     | 宮本充                                                                 | 藤田圭宣                     |
| ジョン・トレーシー             | 桜井英一                                               | 井口成人     | 堀秀行                                                                 | 福島潤                       |
| ブレインズ                     | 大泉滉                                                 | 小宮山清     | 富山敬                                                                 | 龍田直樹                     |
| ペネロープ・クレイトン・ワード | 黒柳徹子                                               | 日比野美佐子 | 小原乃梨子                                                             | 黒柳徹子                     |
| アロイシャス・パーカー         | 今橋恒                                                 | 八奈見乗児   | 及川ヒロオ                                                             | 松岡文雄                     |
| ザ・フッド                     | 西田昭市                                               | 飯塚昭三     | 笹岡繁蔵                                                               | 谷昌樹                       |
| ミンミン                       | 里見京子                                               | 水野谷左絵   | 榊原良子                                                               | 里見京子                     |
| ポール・トレバース機長         | 家弓家正                                               | 寺島幹夫     | 吉水慶                                                                 | 大塚芳忠                     |
| グレッグ・マーティン大尉       | 仲村秀生                                               | 若本紀夫     | 有本欽隆                                                               | 樫井笙人                     |
| ブラッド・ニューマン航空士     | 村越伊知郎                                             | 古川登志夫   | 田原アルノ                                                             | 池田和良                     |
| トニー・グラント博士           | 穂積隆信                                               | 日高晤郎     | 江原正士                                                               | 鳥畑洋人                     |
| レイ・ピアース博士             | 寺島幹夫                                               | 納谷六朗     | 塚田正昭                                                               | 坪井智浩                     |
| ケイシー司令官                 | 大木民夫                                               | 大木民夫     | 銀河万丈                                                               | 小山武宏                     |
| ハリス宇宙大佐                 | 西桂太                                                 | 西村知道     | 秋元羊介                                                               | 岸野一彦                     |
| 若い議員                       |                                                        |              |                                                                        |                              |
| メッセンジャー                 |                                                        | -            |                                                                        |                              |
| 空港警察                       |                                                        |              |                                                                        |                              |
| 司会                           |                                                        | -            |                                                                        |                              |
| ゴールドストーン追跡局         |                                                        |              |                                                                        | まるおみか                   |
| ウーメラ追跡局                 |                                                        |              |                                                                        |                              |
| ワシントン                     |                                                        |              |                                                                        |                              |
| その他                         | 市村昌治 市川治 作間功 八代駿 峰恵研 佳川紘子 中江真司 |              |                                                                        | 加藤将之 新垣樽助 吉野貴宏   |
| 日本語版スタッフ               |                                                        |              |                                                                        |                              |
| プロデューサー                 |                                                        |              | 小川政弘                                                               | 華山益夫                     |
| 演出                           | 小林守夫 近森啓祐                                      | 中野寛次     | 加藤敏                                                                 | 加藤敏                       |
| 翻訳                           | 木原たけし                                             | 木原たけし   | 木原たけし                                                             | 木原たけし                   |
| 編集                           |                                                        |              | 村上明                                                                 |                              |
| 録音                           |                                                        |              | 熊倉亨                                                                 | オムニバス・ジャパン         |
| 調整                           |                                                        |              |                                                                        | 山本和利                     |
| 効果                           |                                                        |              |                                                                        | 倉橋静男                     |
| 制作進行                       |                                                        |              |                                                                        | 津田剛士                     |
| 製作                           | 東北新社                                               | 東北新社     | センチュリー21 シネマ プロダクション 東北新社 ワーナー・ホーム・ビデオ | 東北新社 NHKエンタープライズ |
| 配給                           | 日本ユナイテッドアーチスツ映画株式会社                 |              |                                                                        | ユナイテッド・アーティスツ   |

- 劇場公開版 - テレビシリーズと同じキャストで収録したもの。後に音源を紛失。アニメーターの高木弘樹によると、かつては東北新社の倉庫に劣化している初号プリントがあり、庵野秀明がそれを鑑賞したという[8]。その後、2021年のBD発売にあたり企画を担当した株式会社ニューラインが音源を捜索。2003年までは配給会社のユナイテッド・インターナショナル・ピクチャーズがレンタル上映用に16mmプリントフィルムを保有していたが、上映に関する契約の終了と同時に滅却されたことが判明した。最終的に音源は発見できずBD未収録となったものの、現在も何らかの形で滅却を免れた16mmフィルムが現存する可能性も示唆している[9]。また劇場公開版の香盤表の写しが制作を担当した東北新社に保管されており、それを基にしたデータが『サンダーバード6号』とセットのブルーレイBOX封入のブックレットに記載された[10]。
- 民放テレビ版 - 1975年1月3日にNETテレビ（テレビ朝日）『お正月こども映画劇場』（9:30〜10:55）での放送時、劇場公開版の吹き替え音声を紛失したため新たに（放送枠に合せてカットして）録音したもの。レーザーディスクにVHS版と共に収録。
- VHS版 - ビデオ発売時に劇場公開版の音源を紛失していたのと、民放テレビ版の音源に一部欠落があったため新たに収録したもの。
- NHK版 - 2003年7月28日にNHK-BS2『BS夏休みアニメ特選』（9:02〜10:36）[11]で放送された際に新録したもの。この新録のために極力テレビシリーズ当時と同じキャストを起用して録音したが、当時の声優が引退・故人となっている場合は別人が代役を務めている。現在発売されているDVDにはこの音源を収録。

※ハピネットから2021年7月2日に発売の「吹替シネマ2021 HDリマスター版BD」には民放テレビ版、VHS版、NHK版の三種類の日本語吹替を収録。民放テレビ版のカット部分は原語音声・日本語字幕となる。

## メカニック
ゼロX号（ZERO-X）
人類初の火星への有人着陸を実現させた。デザインや機能はスペースプレーンに近いものであるが、各ユニットが適時分離・結合する。そのまま火星探検車となる前部操縦席モジュール（大気圏離脱時には最前部にノーズコーンが備わる）の後ろに中央胴体が繋がり、大気圏離脱・地球帰還時には無線操縦翼1号機が胴体前半上部に、無線操縦翼2号機が胴体後後半部にドッキングした形となる。火星探検車の探査中は、衛星軌道上で待機中の中央胴体部に航空士が1名し、探検車とのランデブーに備えている。
同映画の不入りと裏腹に、『TV21』誌で人気を博し、ZERO‐Xが主役の漫画も連載された。また、火星探検車とゼロX号の名前は『キャプテン・スカーレット』第1話にも登場している。
日本でも今井科学が豪華な大型プラモデルを年末商戦向けに発売し、子供達の憧れの的となった。なお、このプラモデルの金型は失われ、再発売されない状態にあったと当時の関係者から語られていたが、近年になって、旧今井科学のプラモデル金型を多数引き継いだバンダイの静岡工場・バンダイホビーセンターで保管されていることが判明。劇場版サンダーバードの公開40周年を記念し、2007年7月にギミックをも完全再現した復刻版が、トイズワークスの新ブランド｢男の復刻倶楽部｣より発売された。

## 火星怪獣ガンジャ
ZERO‐X号の乗員を襲う謎の火星生物は、英語ではロック・スネークと呼ばれ、日本では配給の日本ユナイト映画宣伝部が、直訳してガンジャと名付けた。一見岩状だがとぐろを巻いた赤い一つ目の生物で、口から火の玉を発射して攻撃する。

## スタッフ
- 製作：シルヴィア・アンダーソン
- 監督：デイヴィッド・レイン
- 脚本：ジェリー・アンダーソン、シルヴィア・アンダーソン
- 撮影：アラン・ペリー
- 編集：レン・ウォルター
- 視覚効果：デレク・メディングス

## ソフト

### DVD
- サンダーバード 1966年度版 [DVD]、発売日：2004年11月10日
- サンダーバード 劇場版 [DVD]、発売日：2007年11月22日
- サンダーバード 劇場版+サンダーバード6号 劇場版（初回生産限定）[DVD]、発売日：2012年12月19日

※再販あり

### Blu-ray
- サンダーバード HDリマスター版、発売日：2021年7月2日。ASIN B08NVXNXDX。
- 劇場版“サンダーバード”メモリアルBOX、発売日：2021年8月4日。ASIN B0953GF63Z。

## 音楽商品
CDは過去に一種類発売された。
- 2014年8月12日、アメリカのLa-La Land Recordsより『サンダーバード6号』とセットになったオリジナル・サウンドトラック盤CDが1200枚限定で発売された[13]。モノラル。品番 LLLCD 1306。

また以下の商品に、純粋な音楽のみの副音声（Isolated Score Track）が収録されているが、テープが紛失されたものはMEトラックが、また別テイクで代用されているものもある。
- 2014年5月にアメリカのTwilight Timeから発売された『サンダーバード6号』とのセットのブルーレイ。ASIN B00KF6G2TM。
- 2015年6月15日にイギリスのFabulous Filmsから発売された単品のブルーレイ。ASIN B00VXGENP8。
- 2021年7月2日と8月4日に日本のHappinetから発売されたブルーレイ。ASIN B08NVX5QT4。ASIN B0953GF63Z。

### 注
1. ↑  例えばスコット・トレーシーはショーン・コネリー、ペネロープはシルヴィア・アンダーソンがモデルとなっている。
2. ↑  ジェリー・アンダーソンとシルヴィアは、1981年に離婚した。
3. ↑  この場面のうちテレビ局の外観の映像は、後に『ジョー90』「消えた天才ピアニスト」で使用されている。
4. ↑  この人形はパトリック・ワイマークの顔をモデルにして作られている[7]。
5. ↑  原語版のホワイト大佐の台詞。
6. ↑  バリー・グレイ作曲のもののうちCTM1、1m1、1m2、3m1、10m3の5曲。それらに加えてザ・シャドウズによる楽曲三曲もMEトラックで処理されている。先述のサウンドトラックCDでは新たにマスターテープが発見されたか或いはMEトラックの音声から可能な範囲で効果音を除去、高音質化したものが収録されている。